# Abbaye Saint-Ludger de Helmstedt
L'abbaye Saint-Ludger de Helmstedt est une ancienne abbaye bénédictine de Helmstedt, dans le Land de Basse-Saxe et le diocèse de Hildesheim.

## Histoire
Vers l'an 800, le missionnaire Ludger vient au cours de la guerre des Saxons christianiser la région de Helmstedt. Sur l'ancienne route commerciale entre Brunswick et Magdebourg, il fonde un monastère là où il y avait un culte germanique. Jusqu'au XVe siècle, ses abbés exerceront une influence certaine sur la ville de Helmstedt.
L'abbaye Saint-Ludger de Helmstedt est une abbaye sœur de Werden. Les deux monastères sont dirigés par le même abbé. Elle se maintient lors de l'apparition de la Réforme protestante.
À l'exception de la chapelle double romane dans la cour, le monastère est reconstruit après la guerre de Trente Ans dans le style baroque. On bâtit le Türkentor, la porte turque, comme entrée principale de l'abbaye érigée en arc de triomphe à la suite de la victoire de l'armée impériale du prince Eugène de Savoie-Carignan à la bataille de Peterwardein sur les Turcs en 1716. L'abbé et le prieur ont exprimé à la fois la joie de la victoire et le lien avec l'empereur, qui était responsable du monastère dans les affaires du monde.
L'abbaye est sécularisée en décembre 1802 à la suite des guerres napoléoniennes. La propriété revient au duché de Brunswick-Lunebourg. La propriété publique devient un domaine agricole jusqu'en 1977. Une route est établie au moment de la création du périphérique de Helmstedt.
En juin 1942, l'église est détruite par un incendie criminel, elle est rebâtie de 1947 à 1949. En 1972, le chœur est décoré par Claus Kilian (de). En août 1983, un orgue de la manufacture Franz Breil est inauguré.
En 1980, le diocèse de Hildesheim acquiert l'abbaye pour fonder la paroisse Saint-Ludger de Helmstedt.

## Galerie

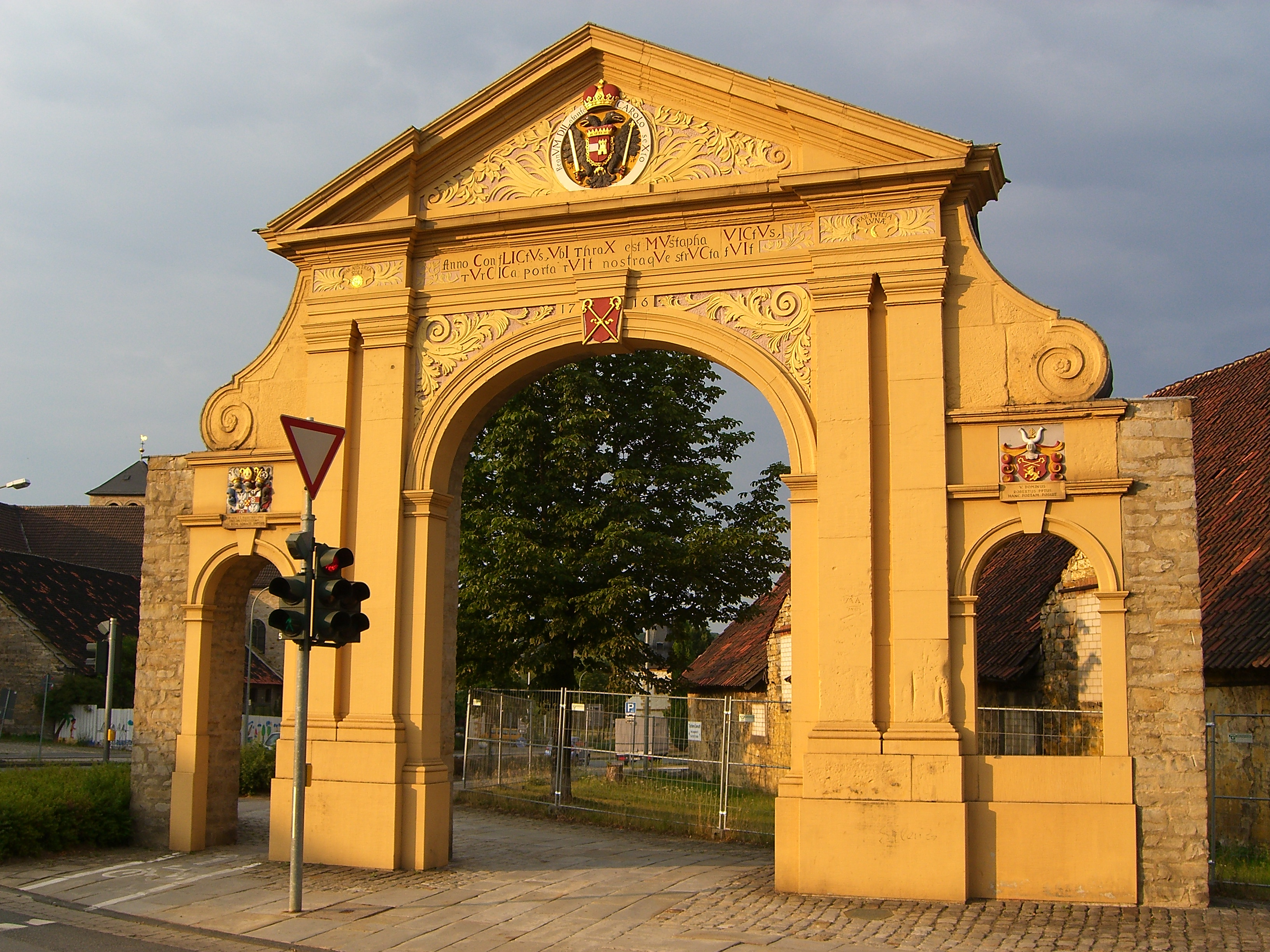
Le Türkentor ou porte turque.
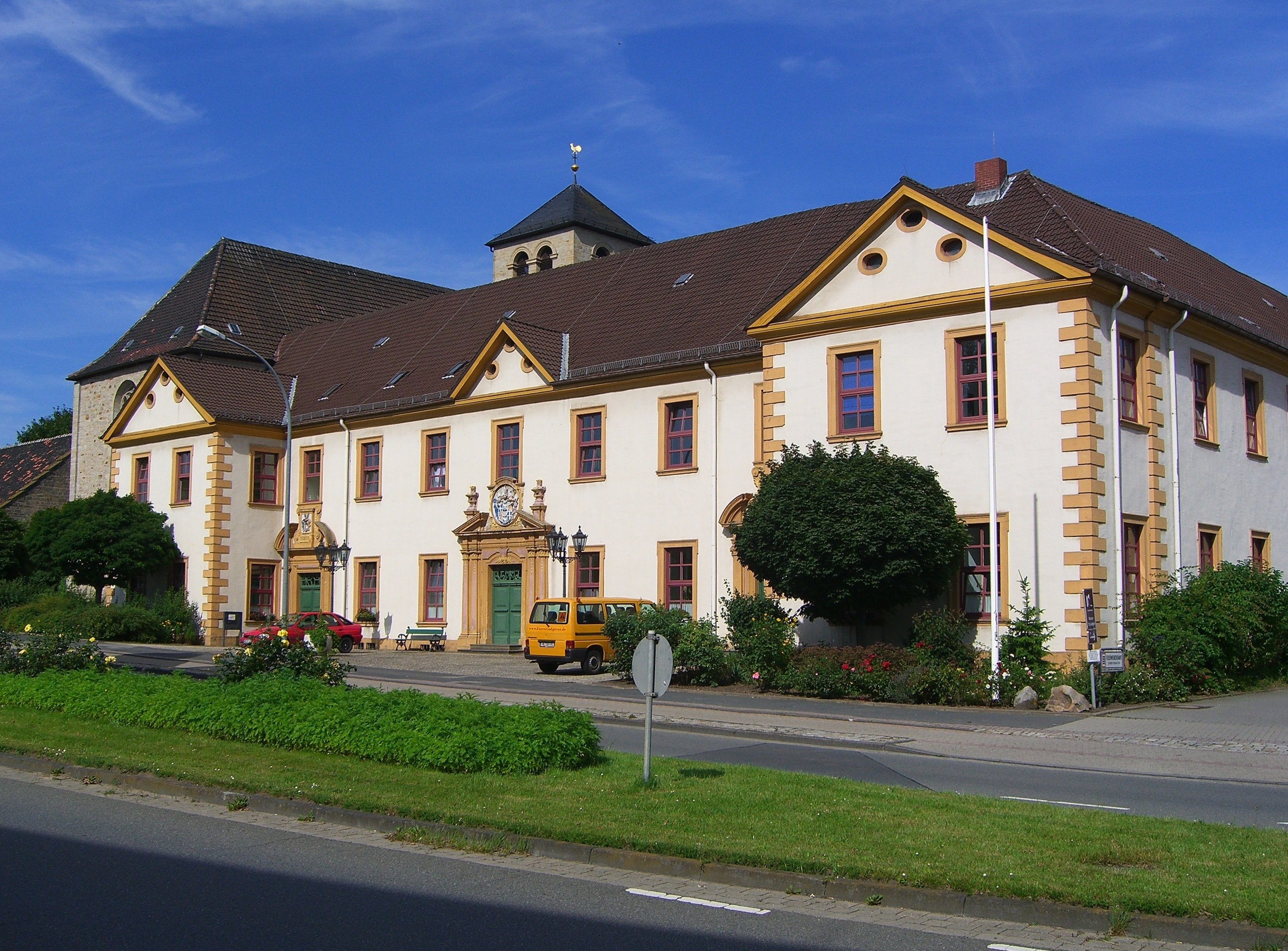
Le bâtiment principal.
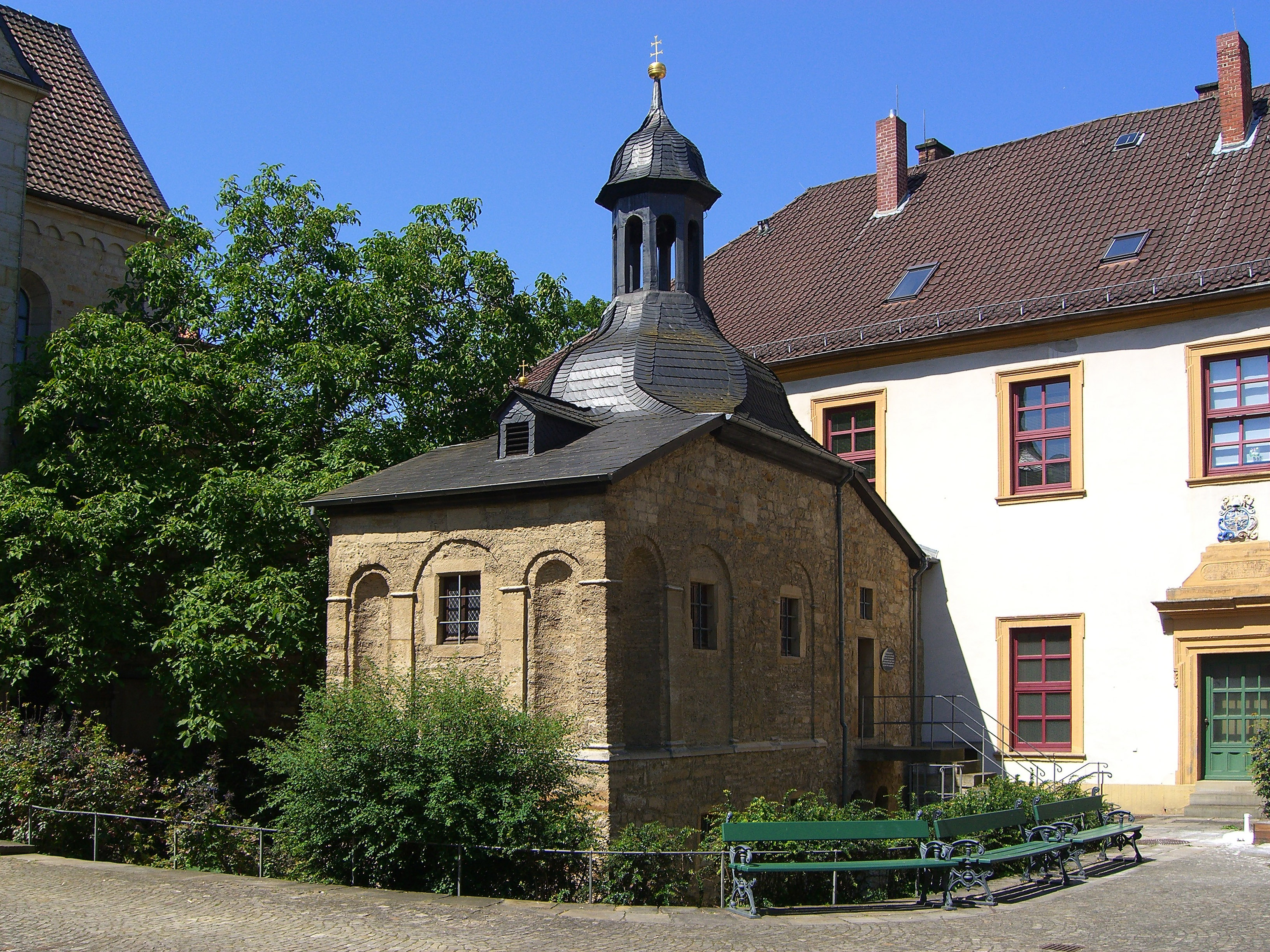
La chapelle de l'abbaye.
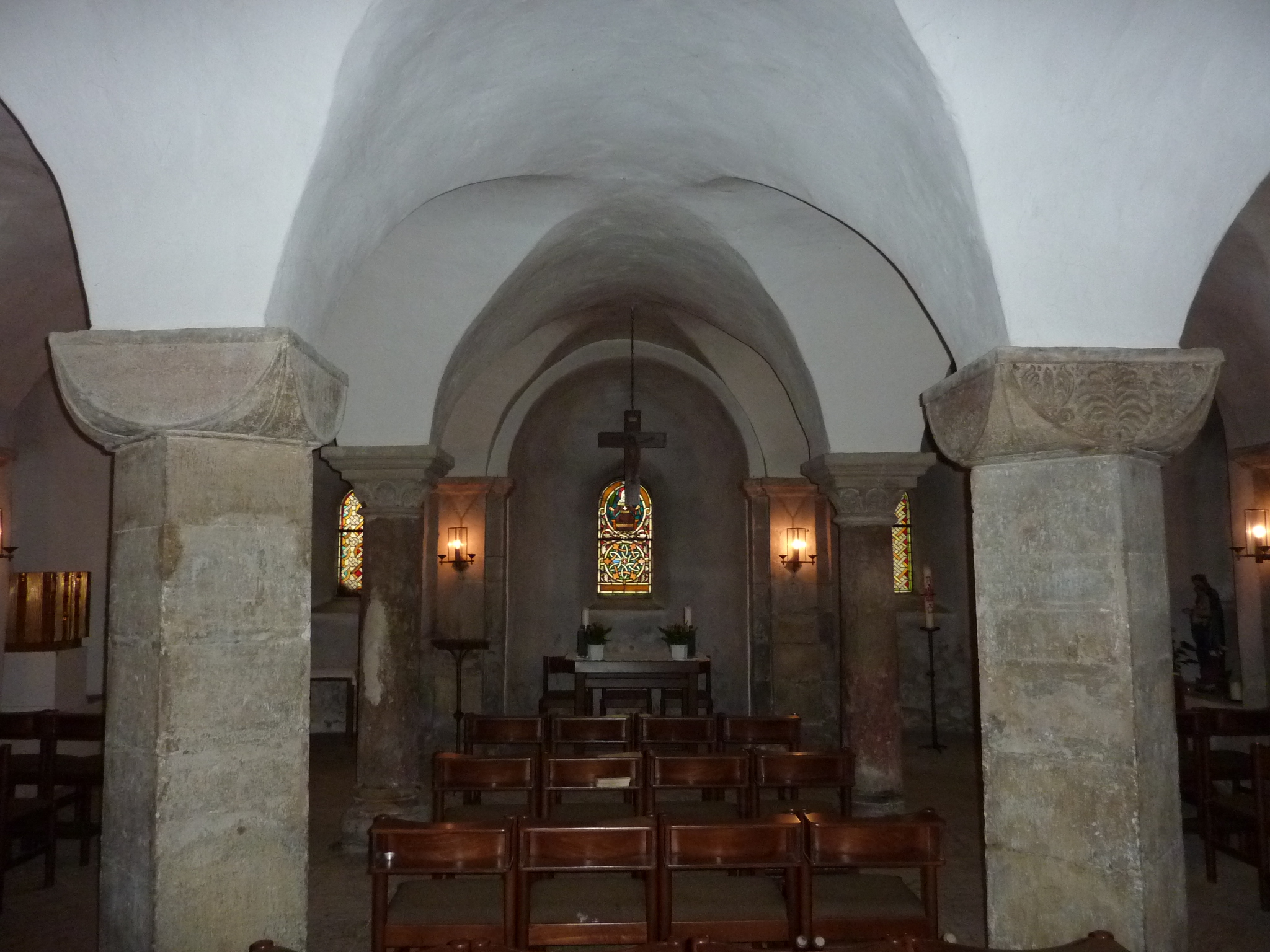
La crypte romane.
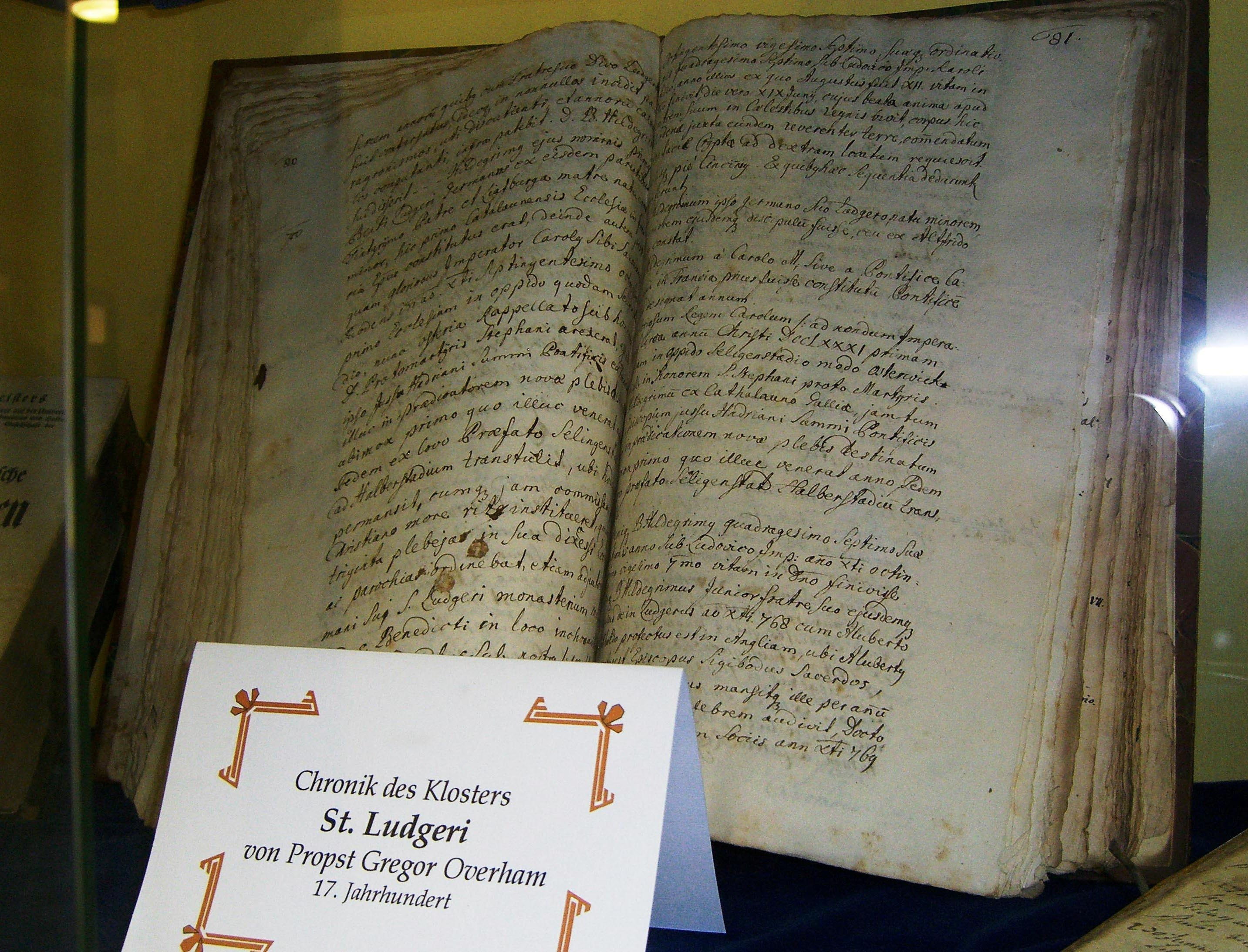
Un exemplaire de la chronique de l'abbaye.
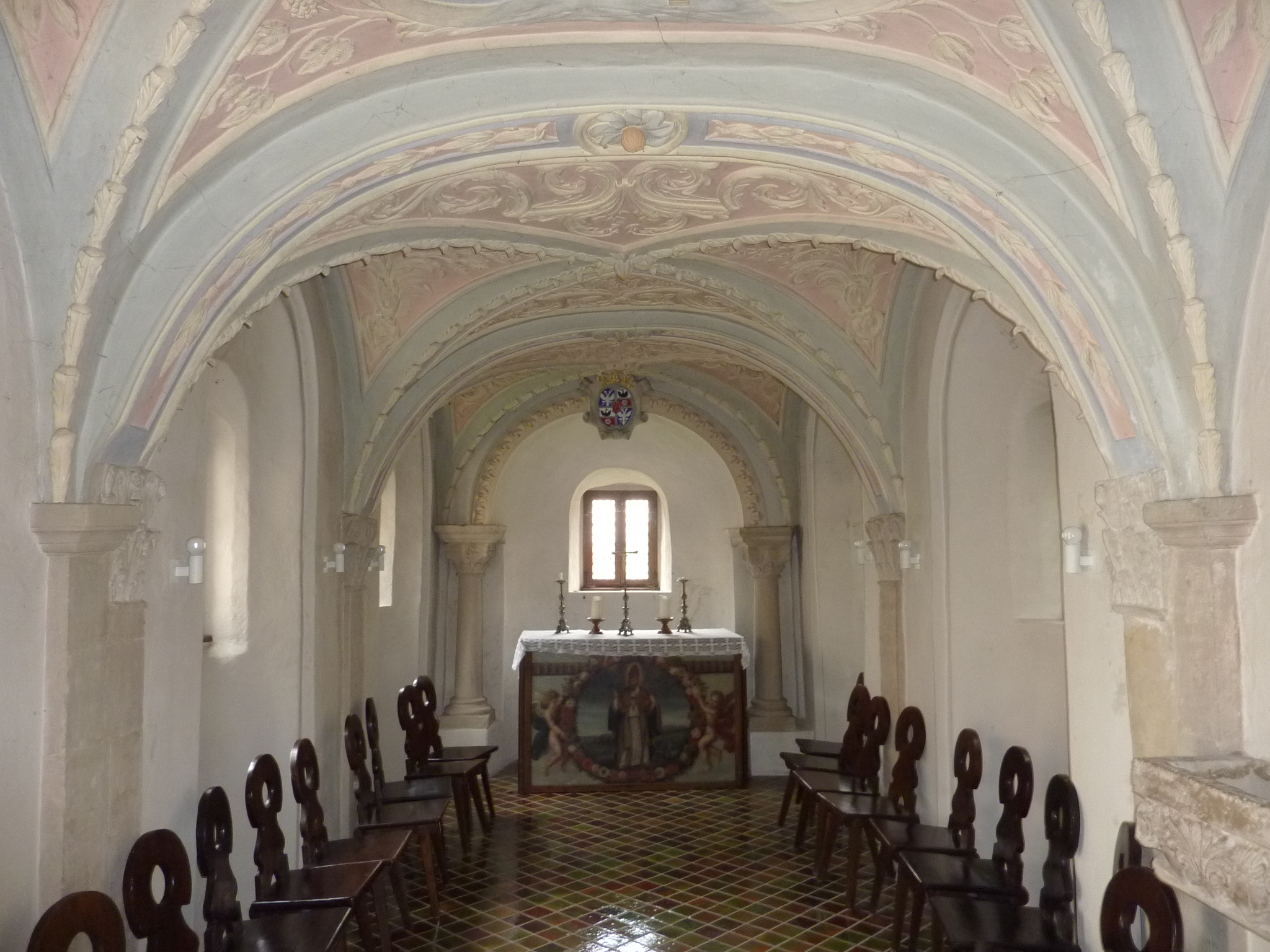
l'intérieur de la chapelle.

## Source de la traduction
- (de) Cet article est partiellement ou en totalité issu de l’article de Wikipédia en allemand intitulé « Kloster St. Ludgeri (Helmstedt) » (voir la liste des auteurs).